# Дорошовка (Путивльский район)
Дорошовка (укр. Дорошівка) — село,
Бояро-Лежачевский сельский совет,
Путивльский район,
Сумская область,
Украина.
Код КОАТУУ — 5923880702. Население по переписи 2001 года составляло 8 человек.

## Географическое положение
Село Дорошовка находится в 3-х км от правого берега реки Сейм.
На расстоянии в 1 км расположено село Ровное.
Вокруг села много ирригационных каналов.
Рядом с селом проходит граница с Россией.